# Erla 6
Die Erla 6 A ist ein deutscher Motorsegler der 1930er Jahre, von dem lediglich ein Exemplar gebaut wurde.

## Entwicklung
Der beim Erla Maschinenwerk tätige Franz Xaver Mehr entwarf dieses Flugzeug als Me 6 ab 1935 hauptsächlich in Privatinitiative in seiner Freizeit; für die statischen Berechnungen beauftragte er Johannes Gronert. Es war so konstruiert, dass es mit beigeklappten Tragflächen platzsparend auf einer Fläche von 1,45 m × 6,60 m untergebracht und per Motorrad auf der Straße transportiert werden konnte. Das Auf- und Abrüsten war von zwei Personen zu bewerkstelligen. Franz Xaver Mehr konnte den Erla-Betriebsleiter Wolff von Wedelstaedt überzeugen, den Bau des Motorseglers im Leipziger Werk durchzuführen. Geplant wurde eine Teilnahme an einem Wettbewerb, den das NSFK durchführen wollte, um auszubildenden Piloten den Umstieg von Segel- auf Motorflugzeugen zu erleichtern. Die Flugerprobung des nun als Erla 6 A bezeichneten Flugzeugs wurde bei der DVL von Heinz Kensche durchgeführt, gleichzeitig erfolgte der Eignungstest des eigentlich für Motorräder ausgelegten Schliha-Motors. Nach der erfolgreichen Abnahme wurde dem Muster das Kennzeichen D–YDEM zugewiesen. Beim vom 13. bis zum 17. Oktober 1937 in Rangsdorf stattfindenden Motorgleiter-Wettbewerb des NS.-Fliegerkorps trat die Erla 6 A mit der Startnummer 4 gegen den einzigen weiteren teilnehmenden Motorsegler, die von Edmund Schneider entwickelte ESM 5, an. Beide Flugzeuge waren als Hochdecker mit Bugantrieb und Hecksporn ausgelegt. Schneiders Konstruktion belegte bei dem Ausscheid den ersten Platz, dahinter folgte die Erla 6 A vor den übrigen acht beteiligten Flugzeugen. Trotz des recht guten Abschneidens wurde vom NSFK aber kein Auftrag zum Bau weiterer Flugzeuge erteilt. Auch die Präsentation auf den Luftfahrtmessen in Belgrad im Juli 1938 und in Brüssel im Juni des Folgejahres sowie ein lobender Presseartikel vom März 1938 zogen keine Bestellungen nach sich, so dass die Erla 6 A ein Einzelstück blieb.

## Aufbau
Die Erla 6 A war ein abgestrebter Hochdecker in Ganzholzbauweise. Die Konstruktion war einfach gehalten und die verwendeten Werkstoffe und leicht beschaffbar, damit das Flugzeug auch von Flugsportgruppen in Eigeninitiative gebaut werden konnte. Der aus Holzspanten- und -gurten gebildete Rumpf war mit Sperrholz beplankt. Der vordere Bereich war so ausgelegt, dass das Hauptfahrwerk durch eine Gleitkufe ersetzt werden konnte. Der Motor war an einer mit Aluminium verkleideten Stahlaufhängung befestigt. Der Kraftstoffbehälter befand sich hinter dem Pilotensitz. Die durchgehende Tragfläche bestand aus einem Haupt- sowie Hilfsholm, einer verwindungssteifen Vorderkante aus Sperrholz, Sperrholzbeplankung im vorderen Bereich bis zum Holm und Stoffbespannung dahinter. Das Leitwerk war freitragend und bestand aus Holz mit sperrholzbeplankten Flossen und stoffbespannten Rudern. Das Fahrwerk bildeten zwei V-Streben und zu den Rumpfobergurten führende Federstreben mit zwei Ballonreifen 380 × 150 mm und ein Schleifsporn am Heck.

## Technische Daten
| Kenngröße             | Daten                                                                                              |
| --------------------- | -------------------------------------------------------------------------------------------------- |
| Besatzung             | 1                                                                                                  |
| Spannweite            | 12,30 m                                                                                            |
| Länge                 | 6,70 m                                                                                             |
| Höhe                  | |
| Flügelfläche          | 15,00 m²                                                                                           |
| Flügelstreckung       | 10,08                                                                                              |
| Flächenbelastung      | 20,00 kg/m²                                                                                        |
| Leistungsbelastung    | 15,00 kg/PS                                                                                        |
| Rüstmasse             | 200 kg                                                                                             |
| Zuladung              | 100 kg                                                                                             |
| Startmasse            | 300 kg                                                                                             |
| Antrieb               | ein luftgekühlter Zweizylinder-Zweitaktmotor Schliha F 1200 mit starrer Zweiblatt-Holzluftschraube |
| Leistung              | 20 PS (15 kW)                                                                                      |
| Kraftstoffvolumen     | 20 l                                                                                               |
| Kraftstoffverbrauch   | 7 l/100 km                                                                                         |
| Höchstgeschwindigkeit | 125 km/h                                                                                           |
| Reisegeschwindigkeit  | 110 km/h                                                                                           |
| Landegeschwindigkeit  | 45 km/h                                                                                            |
| Steiggeschwindigkeit  | 2,10 m/s in Bodennähe                                                                              |
| Steigzeit             | 9,00 m auf 1000 m Höhe                                                                             |
| Dienstgipfelhöhe      | 3800 m                                                                                             |
| Reichweite            | 280 km                                                                                             |
| Flugdauer             | 2,54 h                                                                                             |